# 中央军委装备发展部科研订购局
中央军委装备发展部科研订购局，位于北京市，是中央军委装备发展部下属局，负责科研订购工作。

## 沿革
1998年4月3日，中央军委作出决定，组建中国人民解放军总装备部。1998年4月5日起，中国人民解放军总装备部开始办公。该部下设有中国人民解放军总装备部陆军装备科研订购部。
2016年改革前，中国人民解放军总装备部陆军装备科研订购部下设有：综合局、车船军事代表局、装甲军事代表局等。
在深化国防和军队改革中，2016年1月撤销中国人民解放军总装备部，组建中央军委装备发展部。中央军委装备发展部设中央军委装备发展部科研订购局。朱程任第一任局长。

## 机构设置
- 综合处[8]
- 共用技术处[8]

……
- 陆上装备处[8]

## 历任领导
| 中国人民解放军总装备部陆军装备科研订购部部长 - 傅镇国 少将（1999年1月—2002年） - 韩延林 少将（2002年7月—2005年12月） - 王戎 少将（2006年—2010年） - 姬建民 少将（2010年—2014年12月，代理） - 高波 少将（2014年12月—2016年） | 中国人民解放军总装备部陆军装备科研订购部政治委员 - 年福纯 少将（1999年1月—2004年12月） - 史继明 少将（2005年—？） - 张志忠 少将（？—2012年） - 迟星北 少将（2012年5月—2016年） |

| 中央军委装备发展部科研订购局局长 - 朱程 少将（2016年1月—） | 中央军委装备发展部科研订购局副局长 - 赵宇 少将（2016年1月—） - 张林 大校（2016年—） - 李欣欣 大校（2016年—） |